# Christine Hanizet
Christine Hanizet, anche nota come Christine Bigaran (Tolosa, 9 ottobre 1971), è un'ex arbitro di rugby a 15 francese, attiva tra il 2000 e il 2017 e internazionale dal 2004 al 2014.
Ha diretto gare nella Coppa del Mondo, nel Sei Nazioni e nel campionato europeo femminile, ed è la prima donna ad aver diretto incontri professionistici maschili in Francia nel Pro D2 nonché a diventare quarto ufficiale nel Top 14.

## Biografia
Nativa di Tolosa e cresciuta a Blagnac dove, a livello sportivo, non ebbe mai contatti con il rugby giocato bensì con la pallamano, Hanizet maturò interesse all'arbitraggio nel rugby quando, per sua stessa ammissione, guardandone gli incontri in televisione o allo stadio mostrava la tendenza a criticare le decisioni del direttore di gara.
Nel 2000, a 28 anni, intraprese quindi i corsi di istruzione presso un locale club rugbistico e nel settembre di quell'anno le fu affidata la conduzione del suo primo incontro.
Nel 2003, contemporaneamente al suo arruolamento nella polizia municipale, iniziò ad arbitrare incontri maschili e nel 2004 divenne internazionale nel corso del campionato femminile FIRA di quell'anno; all'inizio della successiva stagione passò ad arbitrare in Fédérale 3, quinta divisione maschile nazionale.
Nel 2006 fu inserita nel pool di arbitri alla Coppa del Mondo in Canada e promossa in Fédérale 2, la quarta categoria nazionale.
Il 2007 segnò l'esordio nel Sei Nazioni in occasione dell'incontro a Roma tra Italia e Irlanda di quell'edizione di torneo.
La sua carriera si interruppe per la gravidanza e la successiva nascita di suo figlio nel 2009; meditò il ritiro per seguire la famiglia, ma nel 2011 tornò ad arbitrare in Fédérale 3, cui fece seguito il rientro in Fédérale 2; riprese anche la scena internazionale arbitrando poche settimane più tardi nel Dubai Seven femminile e, successivamente, nel Sei Nazioni 2012; giunse, infine, la promozione in Fédérale 1.
Nel 2015, all'inizio della sua penultima stagione di attività, fu promossa arbitro titolare in Pro D2, categoria nella quale aveva già diretto una volta occasionalmente nel settembre 2011: da arbitro in Fédérale 1, infatti, poteva essere utilizzata come giudice di linea in Pro D2 e, in tale veste, dovette sostituire in corso di gara l'arbitro in campo, infortunatosi a 20 minuti dalla fine, nel corso di Tarbes — Carcassonne.
Nella stagione precedente a tale ultima promozione aveva anche svolto funzioni da quarto ufficiale in Top 14.
Al termine della stagione 2016-17, avendo compiuto 45 anni nell'ottobre precedente, fu dismessa dai quadri federali per raggiunti limiti d'età.
Fuori dall'ambito sportivo, è capo della polizia municipale di Revel, comune dell'arrondissement di Tolosa.